# Kynane
Kynane, Kyna lub Kynna (gr: Kύνάνη, Kýnánē; Kύνα, Kýna; Kύννα, Kýnna) (zm. 322 p.n.e.) – księżniczka macedońska, córka króla Macedonii Filipa II i królowej Eurydyki II (Audaty), siostra przyrodnia słynnego Aleksandra Macedońskiego.
Była przeszkolona w jeździe konnej, łowiectwie i tradycyjnej walce iliryjskiej, bowiem stawała na czele armii oraz brała udział w bitwach. W r. 339 p.n.e. ojciec postanowił wydać ją za mąż, za bratanka Amyntasa IV, syna Perdikkasa III oraz byłego króla Macedonii. Chciał w ten sposób uzyskać jego poparcie. Małżeństwo ich nie trwało długo, bowiem Amyntas został zamordowany w 336 p.n.e. Ten miał z żoną jedyne dziecko, córkę Adeę (Eurydykę). Następnego roku Aleksander Wielki obiecał rękę Kynane, jako nagrodę za usługi, Langarusowi, królowi Agrianów. Ten jednak niebawem zachorował i zmarł. Kynane postanowiła zająć się edukacją córki. Będąc doświadczona w sztuce wojennej, szkoliła ją na podstawie własnego doświadczenia.
Kynane, po śmierci Aleksandra, planowała wydać córkę za mąż za innego brata przyrodniego, Filipa III Arridajosa, kiedy ten został wybrany nowym królem. Zimą r. 322 p.n.e. postanowiła w tym celu wyruszyć z Eurydyką, wówczas kończącą piętnasty rok życia, z Pelli na Wschód. Mając przy sobie nieliczny oddział żołnierzy pokonała siły Antypatra, po czym przeszła przez tracką rzekę Strymon. Następnym krokiem było przebycie Hellespontu, gdzie doszło do bitwy z Alketasem, bratem Perdikkasa. Ten zwyciężając w walce, zatrzymał Kynane i Eurydykę. Na rozkaz brata kazał stracić Kynane, co spowodowało oburzenie żołnierzy macedońskich. Ci grożąc buntem, zachowali przy życiu Eurydykę oraz zmusili Alketasa i Perdikkasa do zgody na małżeństwo jej z Filipem III.
Po r. 317 p.n.e. Kassander, występując w roli obrońcy dynastii, zorganizował wspaniały pogrzeb państwowy Filipowi III, Eurydyce, i Kynane. Uroczystości odbyły się w Ajgaj, w ramach których zorganizowano igrzyska z walkami macedońskich gladiatorów lub zapewne żołnierzy falangi.